# 히드라충강
히드라충강은 자포동물문의 한 강이다. 히드라충강 동물은 대개 바다에 살지만 일부는 민물에서 살기도 한다.
발생은 암수딴몸으로 난소와 정소는 방사수관의 아래쪽에 생긴다. 그 후 암컷의 생식기에서 알과 정자가 수정하여 수정란이 형성되며, 이것은 다시 몸 전체에 섬모가 나 있는 플라눌라 유생이 된다. 이들은 물 속을 헤엄쳐다니다가, 다른 물체에 부착하면 폴립이 되는데, 그 후 출아를 되풀이하여 무성세대의 군체를 만든다.
히드라충류는 작은 갑각류나 각종 동물의 유생을 잡아먹는다. 폴립형은 촉수를 늘어뜨려 먹이가 가까이 오는 것을 기다리지만, 해파리형은 수면 가까이까지 떠올라 촉수를 핀 다음 가라앉으면서 먹이를 잡는다. 한편, 폴립형은 연체동물이나 환형동물의 다모류 일종, 그리고 절지동물의 바다거미류 등에게 잡아먹힌다.
일부의 히드라충류는 민물에 서식하며, 대부분 폴립형과 해파리형이 번갈아 나타나는 세대교번을 한다. 한국에는 67종 가량이 알려져 있으며, 히드라·혹히드라·깃히드라 등이 이에 속한다.

## 하위 분류
- 연해파리아강 (Leptolinae 또는 Hydroidolina)
  - 꽃해파리목 또는 화수모목 (Anthomedusae 또는 Anthoathecata)
  - 연해파리목 또는 평수모목 (Leptomedusae 또는 Leptothecata)
  - 관해파리목 (Siphonophorae 또는 Siphonophora)
- 경해파리아강 (Trachylinae)
  - 악티눌라목 (Actinulida)
  - 담수해파리목 (Limnomedusae)
  - 나르코해파리목 (Narcomedusae)
  - 경해파리목 (Trachymedusae)

## 참고 자료
- 이 문서에는 다음커뮤니케이션(현 카카오)에서 GFDL 또는 CC-SA 라이선스로 배포한 글로벌 세계대백과사전의 내용을 기초로 작성된 글이 포함되어 있습니다.